# Ленки-Шляхецькі
Ленкі-Шляхецькі (пол. Łęki Szlacheckie) — село в Польщі, у гміні Ленки-Шляхецькі Пйотрковського повіту Лодзинського воєводства.
Населення — 468 осіб (2011).
У 1975-1998 роках село належало до Пйотрковського воєводства.

## Демографія
Демографічна структура станом на 31 березня 2011 року:
|          | Загалом | Допрацездатний вік | Працездатний вік | Постпрацездатний вік |
| -------- | ------- | ------------------ | ---------------- | -------------------- |
| Чоловіки | 226     | 51                 | 147              | 28                   |
| Жінки    | 242     | 57                 | 129              | 56                   |
| Разом    | 468     | 108                | 276              | 84                   |